# Tranz
«Tranz» és una cançó de la banda virtual de rock alternatiu Gorillaz publicada el 14 de setembre de 2018 com a sisè senzill de l'àlbum The Now Now. Al setembre de 2018 va aparèixer una remescla de la cançó realitzada pel músic electrònic britànic Poté.
El videoclip va ser produït per l'estudi d'animació Brunch amb la col·laboració de Blinkink i Eddy, i dirigit per Jamie Hewlett (cocreador de Gorillaz) i Nicos Livesey. S'hi poden veure segments animats amb plastilina realitzats per Lee Hardcastle, i també animacions 3D per Marco Mori, Erik Ferguson i Oliver Latta. Es va llançar el 13 de setembre de 2018.

## Llista de cançons
| Núm. | Títol   | Durada |
| ---- | ------- | ------ |
| 1.   | «Tranz» | 2:42   |